# Ходячі мерці
«Ходячі мерці» (англ. The Walking Dead), або неофіційно «І мертві підуть» — постапокаліптичний телесеріал (горордрама) Френка Дарабонта, що стартував 31 жовтня 2010 року на каналі AMC. Вільна екранізація однойменної серії коміксів Роберта Кіркмана, Тоні Мура і Чарлі Адларда.
У серіалі представлена велика група людей, яка переживає зомбі-апокаліпсис, намагаючись залишитися в живих під майже постійною загрозою нападів бездумних зомбі, які отримали назву «ходячі мерці», «ходячі» тощо. Однак, з падінням цивілізаційного порядку, ті, хто вижив, також стикаються з постійними конфліктами з іншими живими людьми, переважно через брак ресурсів. Люди, які вижили, формують групи та громади, кожна зі своїми законами та моральними засадами, що часто призводить до конфліктів між такими громадами. Ендрю Лінкольн грав головного персонажа серіалу Ріка Граймса до свого виходу з серіалу в дев'ятому сезоні. Серед інших постійних учасників ролі виконували: Норман Рідус, Стівен Ян, Чендлер Ріггз, Мелісса Мак-Брайд, Лорен Коен та Данай Гуріра.
Серіал ексклюзивно транслюється на AMC у США та на міжнародному рівні через Fox Networks Group. Прем'єра серіалу відбулася 31 жовтня 2010 року. Наразі вже вийшов 10-й сезон, прем'єра якого відбулася 6 жовтня 2019 року, та заявлено про вихід 11-го сезону. AMC заявила про намір продовжувати подальший розвиток серіалу.
16 вересня 2013 року AMC оголосив про створення спінофу серіалу — «Бійтеся ходячих мерців», який стартував в 23 серпня 2015 року. Кім Діккенс та Кліфф Кертіс були запрошені на основні ролі. Прем'єра другого спінофу, «Ходячі мерці: Світ за межами», відбулася в жовтні 2020 року. AMC оголосила про плани трьох фільмів, які слідкують за історією Ріка після від'їзду Лінкольна.
Режисером пілотного епізоду став Адам Девідсон, а сценарій написав автор оригінального коміксу Роберт Кіркман. Прем'єрний показ 1-го сезону в Україні відбувся 29 жовтня 2011 року на телеканалі «ТЕТ» під офіційною назвою «Ходячі мерці». Згодом на ньому ж транслювалися 2-й та 3-й сезони у власному професійному дублюванні. Також існує  українське озвучення серіалу від студій UA Team спільно з «Patlati Продакшнз», які озвучили всі сезони та вебепізоди під назвою «І мертві підуть».
«Ходячі мерці» виробляє AMC Studios в штаті Джорджія, а більшість знімання відбувається у великих відкритих просторах Riverwood Studios поблизу Міста Сеноя, штат Джорджія. Серіал був адаптований з коміксу Френка Дарабонта, який також виступав шоуранером 1-го сезону. Однак конфлікти між Дарабонтом та AMC змусили його відійти від серіалу та подати велику кількість позовів.
Починаючи зі свого 3-го сезону, «Ходячі мерці» стали найпопулярнішим серіалом для аудиторії від 18 до 49 років серед усіх телевізійних серіалів кабельного чи ефірного телебачення, але в наступних сезонах кількість глядачів дещо зменшилась. Серіал був добре сприйнятий критиками, хоча оцінки дещо знизилися з часом. Він був номінований на декілька премій, включаючи премію Гільдії сценаристів Америки та премію «Золотий глобус» як найкращий телевізійний серіал — драма.

## Сюжет
| Сезон | Сезон | Епізод | Вихід у ефір    | Вихід у ефір      | Релізи на DVD та Blu-ray | Релізи на DVD та Blu-ray | Релізи на DVD та Blu-ray |
| Сезон | Сезон | Епізод | Прем'єра сезону | Фінал сезону      | Регіон 1                 | Регіон 2                 | Регіон 4                 |
| ----- | ----- | ------ | --------------- | ----------------- | ------------------------ | ------------------------ | ------------------------ |
|       | 1     | 6      | 31 жовтня 2010  | 5 грудня 2010     | 8 березня 2011           | 16 травня 2011           | 15 березня 2012          |
|       | 2     | 13     | 16 жовтня 2011  | 18 березня 2012   | 28 серпня 2012           | 27 серпня 2012           | 20 червня 2012           |
|       | 3     | 16     | 14 жовтня 2012  | 31 березня 2013   | 27 серпня 2013           | 30 вересня 2013          | 25 вересня 2013          |
|       | 4     | 16     | 13 жовтня 2013  | 30 березня 2014   | 26 серпня 2014           | 29 вересня 2014          | 10 вересня 2014          |
|       | 5     | 16     | 12 жовтня 2014  | 29 березня 2015   | 25 серпня 2015           | Н/Д                      | Н/Д                      |
|       | 6     | 16     | 11 жовтня 2015  | 3 квітня 2016     | Н/Д                      | Н/Д                      | Н/Д                      |
|       | 7     | 16     | 23 жовтня 2016  | 2 квітня 2017     | Н/Д                      | Н/Д                      | Н/Д                      |
|       | 8     | 16     | 22 жовтня 2017  | 15 квітня 2018    | Н/Д                      | Н/Д                      | Н/Д                      |
|       | 9     | 16     | 7 жовтня 2018   | 31 березня 2019   | Н/Д                      | Н/Д                      |                          |
|       | 10    | 22     | 6 жовтня 2019   | 4 квітня 2021     | Н/Д                      | Н/Д                      |                          |
|       | 11    | 24     | 22 серпня 2021  | 20 листопада 2022 |                          |                          |                          |

### Перший сезон (2010)
Помічник шерифа Рік Граймс отримує важке кульове поранення під час перестрілки з бандою порушників. Прокинувшись в лікарні, він бачить, що весь медичний персонал відсутній, зате в самій будівлі панує розруха. Поступово він приходить до усвідомлення того, що стався зомбі-апокаліпсис. Він намагається вижити в новому небезпечному світі, знайти свою дружину і сина, які ймовірно ще живі. По ходу сюжету він зустрічається з іншими персонажами і завдяки своїм лідерським здібностям очолює боротьбу за виживання.

### Другий сезон (2011—2012)
Подорожуючи з Атланти, група Ріка отримує у притулок на фермі Ґершеля Ґріна, шукаючи зниклу дочку Керол, Софію. Напруга між тими, хто вижив, збільшується після того, як було виявлено, що Гершель тримав сім'ю та друзів, перетворених на зомбі, включаючи Софію, у своєму сараї. Рік дізнається, що Шейн і Лорі були коханцями ще до початку апокаліпсису, а дружба Шейна і Ріка перетворюється на неприязнь, коли Лорі виявляє, що вагітна. Зрештою Рік, захищаючись, вбиває Шейна. Шум притягує зомбі, змушуючи групу Ріка та сім'ю Гершеля, що вижила, евакуювати ферму.

### Третій сезон (2012—2013)
Через вісім місяців після втечі з ферми Гершеля група Ріка знаходить в'язницю, яку вони зачищають від зомбі, щоб створити там свій новий прихисток. Лорі помирає при пологах. Тим часом Мішонн рятує Андреа і ці двоє виявляють Вудбері, укріплене містечко на чолі з людиною, який називає себе губернатор. Коли губернатор дізнається про групу Ріка що оселилась в колишній в'язниці, це призводить до конфлікту між групами. Група Ріка врешті нападає і знищує Вудбері, але губернатор в кінцевому рахунку вбиває Андреа і рятується втечею. Громадяни Вудбері об'єднуються із групою Ріка та переселяються до в'язниці.

### Четвертий сезон (2013—2014)
Через кілька місяців після нападу губернатора смертельний грип вбиває багатьох людей у в'язниці. Губернатор знаходить своїх колишніх прихильників і вбиває їх, стаючи на чолі їхньої групи та руйнує в'язницю. Група Ріка змушена розділитись та залишити в'язницю, але перед цим помирає Гершель, а губернатора вбивають. Ті, хто вижив, розділяються, та стикаються з різноманітними випробуваннями та зустрічають нових людей, перш ніж знайти знаки, що вказують на безпечний притулок під назвою Термінус. Один за одним вони знову об'єднуються в Термінусі, але всі групи захоплені з якоюсь невідомою метою.

### П'ятий сезон (2014—2015)
Рік виявляє, що мешканці Термінуса займаються канібалізмом, але група збирається в Термінусі й знову об'єднується. Деякі поранені та викрадені до Грейді, лікарні, в який знайшли притулок копи та лікарі. Коли члени групи одужують, до них звертається Аарон, запрошуючи їх приєднатися до укріпленої громади під назвою Олександрія на чолі з Діаною Монро. Їх привітно приймають, але група Ріка розуміє, що мешканці не відчувають загрози від зомбі та не дооцінюють її. В громаді Рік знайомиться з жінкою на ім'я Джессі Андерсон. Виявляється, що її чоловік жорстоко поводиться з дружиною та під час конфлікту Рік страчує його з дозволу Діани, очільника громади. Морган, який несподівано прибуває, стає свідком страти.

### Шостий сезон (2015—2016)
Мешканці Олександрії довіряють групі Ріка для захист міста. Він вирішує відігнати орду подалі від Олександрії. Інша група, знана як Вовки, нападає на Олександрію, й під час нападу Діана та вся сім'я Андерсонів помирають. Під час відновлення Олександрія дізнається про громаду під назвою Хілтоп. Один з її мешканців, на ім'я Ісус, пропонує Олександрії торгувати припасами, зустрічаючись на вершині пагорба, але за умови, що Олександрія допоможе позбавитись загрози з боку іншої групи, яка зветься Спасителями, на чолі з людиною на ім'я Ніґан. Хоча група Ріка знищила один форпост Спасителів, більшого їм досягти не вдалось; Ніган захопив групу Ріка.

### Сьомий сезон (2016—2017)
Ніґан жорстоко вбиває Глена та Абрахама, змушуючи Олександрією визнати його керівництво. Рік готовий підкоритись, але Мішон переконує його боротися. Вони стикаються з громадою під назвою Сміттярі і просять їхньої допомоги. Керол та Морган знайомляться з королем Єзекіїлієм, лідером Королівства. Олександрія змушена віддати всі наявні боєприпаси Спасителям, але Росіта та Юджин роблять кулю, щоб вбити Ніґана. На жаль, куля влучає в Люсіль — біту Ніґана. Ніґан, розуміючи, що Юджин вміє робити кулі, змушує його перейти на бік Спасителів. Спасителі нападають на Олександрію, але напад відбито, за рахунок смерті Саші та за допомоги солдатів Королівства та Хілтопа.

### Восьмий сезон (2017—2018)
Рік, Меггі та Король Єзекіїль об'єднуються для протистояння з Ніганом та Спасителями. Втрати важкі з обох боків, і багато солдат Королівства гинуть. Олександрія переживає напад Спасителів, а Карла (сина Ріка) кусає зомбі. Перш ніж вбити себе, Карл переконує Ріка припинити війну та заново розпочати відновлення громади. Ніґан намагається знищити Ріка та його союзників в останньому бою, але Юджин перешкоджає його плану. Ніґан поранений Ріком та захоплений у полон, й попри бажання Меггі, Ніґан ув'язнений але не вбитий.

### Дев'ятий сезон (2018—2019)
Пройшло вісімнадцять місяців після падіння Нігана: Рік пропонує побудувати міст, щоб скоротити шлях для торгівлі, але це призводить до зростання незадоволення. Рік начебто помирає, коли намагається зруйнувати міст, щоб запобігти вторгненню мерців. Через шість років після його зникнення з'являється нова загроза: група, яка вміє контролювати та направляти мерців, яку називають «Ті, що шепочуть». Вона вимагає не заходити на їхню територію. Їх лідер Альфа зібрала велику орду мерців, яку вона направить на громади, якщо вони не погодяться розділити території. Після того як дочка Альфи, Лідія, відмовляється від групи матері та переходить до Королівства, Альфа зрікається доньки.

### Десятий сезон (2019—2021)
У лютому 2019 року, серіал було продовжено на десятий сезон, прем'єра якого відбулася 6 жовтня 2019 року  Данай Гуріра, яка грала головну роль — Мішон з третього сезону, заявила що десятий сезон буде її останнім. Однак вона заявила, що може приєднатися до Ендрю Лінкольна у трьох наступних художніх фільмах.

### Одинадцятий сезон (2021—2022)
AMC оголосила, 5 жовтня 2019 року що «Ходячі мерці» було продовжено на одинадцятий сезон. Підтверджено, що Лорен Коен повертається до серіалу в ролі Меггі.

### Майбутні сезони
Виконавчий продюсер Девід Алперт заявив у 2014 році, що в оригінальних коміксах їм достатньо ідей для Ріка Граймса та компанії на наступних семи років. «Мені здається, я полюбив працювати з матеріалами на яких ґрунтується серіал, тому ми маємо досить гарне уявлення про те, яким буде 10 сезон», — сказав Алперт. «Ми знаємо, якими будуть сезони 11 та 12 […] у нас є орієнтири та основні етапи для цих сезонів, якщо нам пощастить дійти до них».  У вересні 2018 року генеральний директор AMC Джош Сапан заявив, що планують продовжувати франшизу The Walking Dead ще 10 років, включаючи нові фільми та телесеріали, засновані на оригінальній серії коміксів.
У вересні 2020 року AMC оголосили, що 11 сезон — останній, але фінальний сезон буде довшим за решту (матиме 24 епізоди), а також телеканал випустить два спінофи.

## У ролях
У телесеріалі «Ходячі мерці» грає декілька акторів, з якими Френк Дарабонт, автор задуму, співпрацював до цього, серед них Лорі Голден, Джеффрі ДеМанн та Мелісса Мак-Брайд. Усі троє в 2007 році брали участь у зніманні фільму жахів Імла, режисером і сценаристом якого був Дарабонт. Міжнародна прем'єра відбулась на телеканалах Fox International Channels, протягом першого тижня листопада.

### Основний склад
| Актор                 | Персонаж             | Сезони    | Сезони    | Сезони    | Сезони    | Сезони    | Сезони    | Сезони    | Сезони    | Сезони    | Сезони    | Сезони    |
| Актор                 | Персонаж             | 1         | 2         | 3         | 4         | 5         | 6         | 7         | 8         | 9         | 10        | 11        |
| --------------------- | -------------------- | --------- | --------- | --------- | --------- | --------- | --------- | --------- | --------- | --------- | --------- | --------- |
| Ендрю Лінкольн        | Рік Граймс           | Регулярно | Регулярно | Регулярно | Регулярно | Регулярно | Регулярно | Регулярно | Регулярно | Регулярно | Камео     | Камео     |
| Джон Бернтал          | Шейн Волш            | Регулярно | Регулярно | Камео     |           |           |           |           |           | Камео     |           |           |
| Сара Вейн Келліс      | Лорі Граймс          | Регулярно | Регулярно | Регулярно |           |           |           |           |           |           |           |           |
| Лорі Голден           | Андреа               | Регулярно | Регулярно | Регулярно |           |           |           |           |           |           | Камео     |           |
| Джеффрі ДеМанн        | Дейл Горват          | Регулярно | Регулярно |           |           |           |           |           |           |           |           |           |
| Стівен Ян             | Гленн                | Регулярно | Регулярно | Регулярно | Регулярно | Регулярно | Регулярно | Регулярно |           |           | Камео     |           |
| Чендлер Ріггз         | Карл Граймс          | Регулярно | Регулярно | Регулярно | Регулярно | Регулярно | Регулярно | Регулярно | Регулярно |           | Камео     |           |
| Норман Рідус          | Деріл Діксон         | Іноді     | Регулярно | Регулярно | Регулярно | Регулярно | Регулярно | Регулярно | Регулярно | Регулярно | Регулярно | Регулярно |
| Мелісса МакБрайд      | Керол Пелетье        | Іноді     | Іноді     | Регулярно | Регулярно | Регулярно | Регулярно | Регулярно | Регулярно | Регулярно | Регулярно | Регулярно |
| Лорен Коен            | Меґґі Ґрін           |           | Іноді     | Регулярно | Регулярно | Регулярно | Регулярно | Регулярно | Регулярно | Регулярно | Регулярно | Регулярно |
| Скотт Вілсон          | Гершель Ґрін         |           | Іноді     | Регулярно | Регулярно |           |           |           |           | Камео     |           |           |
| Данай Гуріра          | Мішонн               |           | Гість     | Регулярно | Регулярно | Регулярно | Регулярно | Регулярно | Регулярно | Регулярно | Регулярно |           |
| Майкл Рукер           | Мерл Діксон          | Іноді     | Іноді     | Регулярно |           |           |           |           |           |           |           |           |
| Девід Морріссі        | «Губернатор»         |           |           | Регулярно | Регулярно | Камео     |           |           |           |           |           |           |
| Емілі Кінні           | Бетт Ґрін            |           | Іноді     | Іноді     | Іноді     | Регулярно |           |           |           |           |           |           |
| Чад Коулмен           | Тайріз               |           |           | Іноді     | Регулярно | Регулярно |           |           |           |           |           |           |
| Соніква Мартін-Ґрін   | Саша                 |           |           | Іноді     | Іноді     | Іноді     | Регулярно | Регулярно |           | Камео     | Камео     |           |
| Лоуренс Джиллард-мл.  | Боб Стукі            |           |           |           | Іноді     | Іноді     |           |           |           |           |           |           |
| Аланна Мастерсон      | Тара Чамблер         |           |           |           | Іноді     | Регулярно | Регулярно | Регулярно | Регулярно | Регулярно |           |           |
| Майкл Кадлітц         | Абрахам Форд         |           |           |           | Іноді     | Регулярно | Регулярно | Регулярно |           |           | Камео     |           |
| Джош Макдермітт       | Юджин Портер         |           |           |           | Іноді     | Регулярно | Регулярно | Регулярно | Регулярно | Регулярно | Регулярно | Регулярно |
| Крістіан Серратос     | Розіта Еспіноса      |           |           |           | Іноді     | Регулярно | Регулярно | Регулярно | Регулярно | Регулярно | Регулярно | Регулярно |
| Ендрю Дж. Вест        | Ґарет                |           |           |           | Іноді     | Регулярно |           |           |           |           |           |           |
| Сет Ґіліґан           | отець Ґабріель Стоук |           |           |           |           | Регулярно | Регулярно | Регулярно | Регулярно | Регулярно | Регулярно | Регулярно |
| Ленні Джеймс          | Морґан Джонс         | Гість     |           | Гість     |           | Іноді     | Регулярно | Регулярно | Регулярно |           |           |           |
| Роз Маркуанд          | Аарон                |           |           |           |           | Іноді     | Регулярно | Регулярно | Регулярно | Регулярно | Регулярно | Регулярно |
| Това Фелдшу           | Діана Монро          |           |           |           |           | Іноді     | Іноді     |           |           |           |           |           |
| Олександра Брекенрідж | Джесі Андерсон       |           |           |           |           | Іноді     | Іноді     |           |           |           |           |           |
| Остін Ніколс          | Спенсер Монро        |           |           |           |           | Іноді     | Регулярно | Регулярно |           |           |           |           |
| Джеффрі Дін Морган    | Ніґан                |           |           |           |           |           | Гість     | Регулярно | Регулярно | Регулярно | Регулярно | Регулярно |
| Харі Пейтон           | Ієзекіль             |           |           |           |           |           |           | Іноді     | Іноді     | Регулярно | Регулярно | Регулярно |
| Том Пейн              | Пол Ровіа / «Ісус»   |           |           |           |           |           | Регулярно | Регулярно | Регулярно | Регулярно |           |           |
| Остін Амеліо          | Дуайт                |           |           |           |           |           | Регулярно | Регулярно | Регулярно |           | Камео     |           |
| Ксандер Берклі        | Грегорі              |           |           |           |           |           | Гість     | Регулярно | Регулярно | Регулярно |           |           |
| Стівен Огг            | Саймон               |           |           |           |           |           | Гість     | Іноді     | Регулярно |           | Камео     |           |
| Поліанна Макінтош     | Джадіс / Енн         |           |           |           |           |           |           | Іноді     | Регулярно | Регулярно |           |           |
| Коллан МакОліфф       | Олден                |           |           |           |           |           |           |           | Іноді     | Регулярно | Регулярно | Регулярно |
| Аві Неш               | Сіддік               |           |           |           |           |           |           |           | Іноді     | Регулярно | Регулярно |           |
| Саманта Мортон        | Альфа                |           |           |           |           |           |           |           |           | Регулярно | Регулярно |           |
| Рейан Херст           | Бета                 |           |           |           |           |           |           |           |           | Іноді     | Регулярно |           |
| Елеонора Мацуура      | Юміко                |           |           |           |           |           |           |           |           | Іноді     | Регулярно | Регулярно |
| Надія Хілкер          | Магна                |           |           |           |           |           |           |           |           | Іноді     | Регулярно | Регулярно |
| Кейлі Флемінг         | Джудіт Грімс         |           |           |           |           |           |           |           |           | Іноді     | Регулярно | Регулярно |
| Кассаді МакКлінсі     | Лідія                |           |           |           |           |           |           |           |           | Іноді     | Регулярно | Регулярно |
| Лоррен Рідлоф         | Конні                |           |           |           |           |           |           |           |           | Іноді     | Регулярно | Регулярно |

## Виробництво
12 серпня 2009 року було оголошено про початок виробництва серіалу, сюжет якого будується на основі коміксу «Ходячі мерці» (англ. The Walking Dead). Права на створення серіалу придбав кабельний телеканал AMC, режисером і виконавчим продюсером якого став Френк Дарабонт, відомий екранізаціями творів Стівена Кінга, як-от «Втеча з Шоушенка», «Зелена миля», «Імла», у співпраці з творцями коміксу Робертом Кіркманом і Тоні Муром.
Знімання пілотного епізоду розпочали 15 травня 2010 року в Атланті, штат Джорджія. Незабаром телеканалом AMC було анонсовано створення шести серій першого сезону. Знімання решти п'яти епізодів почали 2 червня 2010 року. Прем'єра серіалу відбулася 31 жовтня 2010 року (Хелловін) на каналі АМС. Пілотний епізод «Колишні дні» (англ. Days Gone Bye) зібрав аудиторію в 5.3 млн глядачів, що було на тей час найкращим результатом за всю історію кабельного телеканалу АМС. Також прем'єра телесеріалу «Ходячі мерці» стала найкращим дебютом 2010 року серед усіх кабельних телеканалів.
5 грудня 2010 року перший сезон з 6 серій був завершений. 8 листопада 2010 року офіційно анонсували другий сезон з 13 серій, який планувався на 2011 рік. Остання серія другого сезону, що вийшла 18 березня 2012 року побила рекорд рейтингу кабельного телебачення США для драми, її переглянуло 9 мільйонів глядачів. 14 січня 2012 року телеканал AMC анонсував наступний сезон, який буде складатися із 16 серій.
П'ятий сезон стартував на телеканалі AMC 12 жовтня 2014 року. Також канал AMC оголосив про продовження телесеріалу на шостий сезон, повідомило «Голлівуд-репортер».
Прем'єра сьомого сезону відбудеться в жовтні 2016 року.

## Франшиза

### «Бійтеся ходячих мерців»
У вересні 2013 року канал AMC анонсував розробку супровідного серіалу до «Ходячі мерці», у якому розповідатиметься про інший склад персонажів, створених Робертом Кіркманом. У вересні 2014 року AMC замовив пілотний епізод спінофу, виконавчими продюсерами якого будуть Кіркман, Гейл Енн Герд та Девід Алперт, а шоуранером — Дейв Еріксон. Телесеріал «Бійтеся ходячих мерців» розпочався на каналі AMC 23 серпня 2015 року.

### «Ходячі мерці: Світ за межами»
У липні 2018 року під час Comic-Con у Сан-Дієго виконавчий продюсер франшизи Скотт М. Гімпл оголосив, що у розробці знаходиться новий спіноф. У квітні 2019 року AMC офіційно оголосила, що виробництво 10-серійного жіночого серіалу розпочнеться влітку у Вірджинії та вийде на екран у 2020 році. Перший трейлер вийшов на New York Comic Con 2019. Другий спіноф «Ходячі мерці: Світ за межами» тривав загалом два сезони та 20 епізодів, його прем'єра мала відбутися на початку 2020 року. Через пандемію відбулася 4 жовтня 2020 року.

### Ходячі мерці: Байки
У вересні 2020 року AMC оголосила, що вони та Гімпл розробляють серію епізодичних антологій, засновану на нових або вже існуючих персонажах, які досліджуватимуть передісторію героїв. Прем'єра першого сезону із шести серій намічена на 14 серпня 2022 року.

### Ходячі мерці: Мертве місто
У березні 2022 року AMC офіційно дав зелене світло «Острову мертвих» з Джеффрі Дін Морганом та Лорен Коен у головних ролях Ніґана та Меґґі відповідно. Вони також є виконавчими продюсерами разом з Елі Джорне, яка виступить шоуранером. Прем'єра першого сезону із шести серій запланована на 2023 рік. У липні 2022 року стало відомо, що події «Острова мертвих» відбуватимуться на Мангеттені, який виявився відрізаним від решти світу та заповненим зомбі. Жодних інших подробиць про шоу поки що немає.

### Безіменний спін-оф серіалу про Деріла
У вересні 2020 року було оголошено про четвертий спін-оф серіалу, над яким працюють Анжела Канг та Скотт М. Гімпл, у якому Норман Рідус і Мелісса Мак-Брайд зіграють своїх персонажів Деріла та Керол відповідно, а вихід в ефір запланований на 2023 рік після завершення 11-го сезону головного серіалу. Канн, яка була шоуранером основного шоу з 9-го сезону, має стати шоуранером спінофа. У квітні 2022 року проєкт був перероблений, щоб повністю зосередитися на Дерілі, і МакБрайд покинула проєкт.

### Ходячі мерці: Ті хто вижив
У 2018 році AMC оголосила про плани трьох фільмів, які продовжують історію Ріка після «смерті» Лінкольна у оригінальному серіалі. Проте у липні 2022 року було оголошено, що тепер фільми, які раніше анонсувалися, переробляються в серіал із шести серій із можливістю додаткових сезонів з Ендрю Лінкольном та Данай Гурірою у головних ролях. Серіал завершить сюжетну лінію Ріка та Мішон після завершення основного серіалу. Прем'єра 6-серійного серіалу відбудеться у 2023 році. Дія серіалу відбувається після подій 5-го епізоду 9-го сезону «Що буде після» і 13-го епізоду 10-го сезону «Ким ми стаємо» і представляє «епічну історію кохання двох персонажів, змінених світом, що змінився сам».

## Реліз
23 липня 2010 року на фестивалі San Diego Comic-Con International були показані окремі сцени пілотного епізоду телесеріалу «Ходячі мерці». Прем'єра серіалу відбулась 31 жовтня 2010 року на телеканалі AMC.
Майже за два тижні до офіційної прем'єри на телеканалі АМС, пілотний епізод був викладений в інтернеті.